# اوسوالدو گومس
اوسوالدو گومس (انگلیسی: Oswaldo Gomes; ۳۰ آوریل ۱۸۸۶ – ۵ ژوئیهٔ ۱۹۶۳) بازیکن سابق و مربی فوتبال اهل برزیل بود.
از باشگاه‌هایی که در آن بازی کرده است می‌توان به باشگاه فوتبال فلومیننزه اشاره کرد.
وی همچنین در تیم ملی فوتبال برزیل بازی کرده است.